# Jornal de Debates
O Jornal de Debates foi um veículo da imprensa brasileira criado em 28 de junho 1946 por Plínio Cantanhede, Mario de Britto e João Augusto de Mattos Pimenta. O nome do jornal remontava ao veículo Journal des Débats et des Décrets, criado em 1789 pelos franceses no contexto da revolução francesa e que transcrevia fielmente os debates da Assembleia Nacional, existindo até 1944.
Liderado pelo ex-deputado Rubens Paiva, o jornalista Fernando Gasparian e Marcos Pereira, o jornal tinha por objetivo reunir uma diversidade de opiniões e visões políticas e sociais em um contexto de fim da censura do Estado Novo no Brasil. 
Sua carta de princípios, publicada na primeira edição, dizia: "Este jornal apresenta-se como uma tribuna absolutamente livre que agasalha toda e qualquer ideia, manifestada com proficiência sobre assuntos políticos, econômicos e sociais, não importando a cor política, a escola filosófica e o credo religioso dos autores. Não abriga, porém, ataques pessoais, diretos ou indiretos, nem injúrias, claras ou veladas, porque ideias só se destroem com ideias. Pelo debate, polêmica e controvérsia, em alto nível, pelo acolhimento imparcial de todas as correntes de opinião, este jornal pensa concorrer para o desenvolvimento da democracia no Brasil. Aqui, com efeito, todos terão iguais oportunidades de manifestar livremente seu pensamento, sem nada pagar: para o Jornal de Debates ideias são bem comum, patrimônio social."
O Jornal por varias vezes cumpriu o seu propósito, tendo grande importância no debate sobre a nacionalização do petróleo, o papel da mulher na sociedade, entre outros e trouxe artigos de grandes e importantes personalidades como Luiz Carlos Prestes, Malba Tahan e até o Barão de Itararé.

## Linha editorial
Apesar de sua defesa pela diversidade de opiniões (sua primeira edição trazia a apresentação: "Pelo debate, polêmica e controvérsia, em alto nível, pelo acolhimento imparcial de todas as correntes de opinião, este jornal pensa concorrer para o desenvolvimento da democracia no Brasil"), o Jornal de Debates não se furtou de expressar claramente sua tendência de esquerda e afinidade com os partidos e ideários socialistas.
O veículo notabilizou-se por opiniões antifacistas e também por engajar-se na campanha O petróleo é nosso, defendendo o monopólio estatal do petróleo no Brasil.

## Versão Online
Em 2005, durante aula inaugural dos cursos de Comunicação da Unisinos, o então diretor e apresentador do programa Roda Viva, Paulo Markun, lançou aos alunos a ideia de uma nova versão do Jornal de Debates: "Quem aqui tem carro? Quem aqui ganhou um carro do pai, quando passou no vestibular? Um carro desses não custa menos que vinte mil reais. Querem fazer jornalismo? Porque não pedem, ao invés do carro, uma câmera e uma ilha de edição e vão de fato produzir jornalismo? Hoje, com a internet, é fácil e barato. Vocês podiam, por exemplo, recriar o Jornal de Debates, uma publicação da década de 40 (...)".
O próprio jornalista abraçou a ideia e lançou a versão online do Jornal de Debates em 2006, aproveitando o momento das eleições presidenciais daquele ano. Markun reuniu também um Conselho Editorial para "atestar a pluraridade do projeto; sugerir temas; publicar ou replicar textos e em casos duvidosos, decidir por maioria simples, o destino de artigos, comentários e charges denunciados por usuários e que não contenham impropriedades flagrantes diante dos compromissos editorais assumidos por este site." O Conselho era formado por nomes como: Alberto Dines, Ana Maria Machado, Antonio Nóbrega, Audálio Dantas, Caio Túlio Costa, Carlos Diegues, Carlos Vogt, Christina Carvalho Pinto, Cícero Sandroni, Cláudio Werner Abramo, Danilo Miranda de Carvalho, Denise Stoklos, Dráusio Varela, Eduardo Gianetti da Fonseca, Fábio Penteado, Fátima Pacheco Jordão, Fernando Gasparian, Fernando Henrique Cardoso, Francisco de Oliveira, Gildo Marçal Brandão, Ivaldo Bertazzo, João Paulo dos Reis Velloso, Jorge Viana, José Sarney, Juca Kfouri, Luiz Gonzaga Belluzo, Lydia da Veiga Pereira, Maitê Proença, Márcio Chaer, Marilena Lazzarini, Marta Suplicy, Paulo Caruso, Paulo Mendes da Rocha, Pedro Malan, Renato Rabelo, Rosana Herman, Rose Marie Muraro, Sócrates, Sueli Carneiro, Tão Gomes Pinto, Tarso Genro, Tom Zé, Tony Belotto, Washington Olivetto e Zilah Abramo.
Markun deixou a direção do Jornal de Debates em 2007 para assumir a presidência da Fundação Padre Anchieta, passando o cargo para seu filho, Pedro Markun. Nos primeiros nove meses sob o comando de Paulo Markun, o site registrou mais de 2 milhões de visitantes únicos, 10 mil usuários cadastrados e 5 mil artigos publicados, tendo colocado em discussão cerca de 300 temas.